# 밥 로버츠
《밥 로버츠》(영어: Bob Roberts)는 미국에서 제작된 1992년 풍자 모큐멘터리 영화이다. 팀 로빈스가 감독, 각본, 주연을 맡고, 포러스트 머리 등이 제작에 참여하였다.

## 출연진
- 팀 로빈스
- 잔카를로 에스포시토
- 레이 와이즈
- 고어 비달
- 존 큐색
- 피터 갤러거
- 앨런 리크먼
- 수전 서랜던
- 제임스 스페이더
- 프레드 워드
- 브라이언 머리
- 리베카 젱킨스
- 해리 레닉스
- 로버트 스탠턴
- 켈리 윌리스
- 톰 앳킨스
- 데이비드 스트러세언
- 패멀라 리드
- 헬렌 헌트
- 린 시그펜
- 캐슬린 챌펀트
- 잭 블랙
- 어니타 질렛
- 피셔 스티븐스
- 밥 밸러밴
- 스티브 핑크
- 제러미 피븐
- 리 애런버그

## 기타 제작진
- 협력 제작: 제임스 빅우드, 앨런 F. 니컬스
- 미술: 리처드 후버
- 의상: 브리짓 켈리